# ناقصة ناعمة
ناقصة ناعمة (الاسم العلمي:Amorpha laevigata) هي نوع من النباتات يتبع جنس الناقصة من الفصيلة البقولية.